# Sur un sentier recouvert

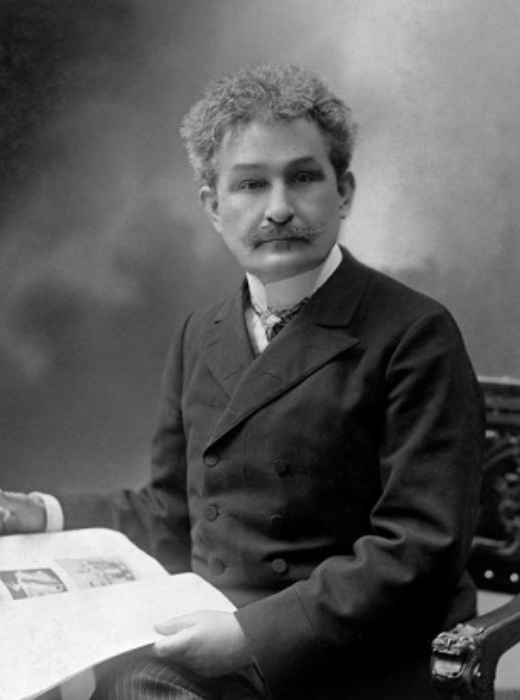
Janáček en 1904.

Sur un sentier recouvert (Po zarostlém chodníčku) est un cycle de quinze pièces pour piano regroupées en deux cahiers composées par Leoš Janáček.

## Historique
Janáček composa ces pièces durant les années 1900-1912. Il commença à préparer une première série de mélodies de Moravie vers 1900. Ces mélodies constituent la base du premier cahier de Sur un sentier recouvert. Les compositions destinées d'abord à un harmonium furent publiées pour la première fois en 1901. La création de l'œuvre se déroula le 6 janvier 1905 au théâtre Besední dům de Brno. Le cycle fut complété de neuf pièces en 1908 et destiné au piano au lieu de l'harmonium. La version définitive du premier cahier fut publiée en 1911. Le 30 septembre 1911, Janáček publia les premières pièces du second cahier dans le quotidien Lidové noviny. La nouvelle série fut créée dans son intégralité probablement en 1911. Le second cahier fut imprimé intégralement par le Hudební matice en 1942.

## Structure
Premier cahier
1. Naše večery - Nos soirées
2. Lístek odvanutý - Une feuille emportée
3. Pojďte s námi! - Venez avec nous!
4. Frýdecká panna Maria - La vierge de Frydek
5. Štěbetaly jak laštovičky - Elles bavardaient en hirondelles
6. Nelze domluvit! - La parole manque
7. Dobrou noc! - Bonne nuit!
8. Tak neskonale úzko - Anxiété indicible
9. V pláči - En pleurs
10. Sýček neodletěl! - La chevêche ne s'est pas envolée!

Second cahier
1. Andante
2. Allegretto - Presto
3. Più mosso
4. b. Vivo
5. c. Allegro - Adagio

Moins expérimentales que ses dernières œuvres, ces miniatures ont des réminiscences de la musique de Schumann et Grieg. Elles marquent néanmoins une évolution dans le style du compositeur qui tend de plus en plus au laconisme. Par ailleurs, comme dans la courte suite intitulée Dans les brumes (1912), l'écriture du piano se fait plus complexe sur le plan technique, mais surtout en raison du caractère imprévisible de cette musique : thèmes violents et déchiquetés alternant avec des passages d'un lyrisme apaisant, d'autres ayant une allure rhapsodique très libre, si bien qu'ils posent parfois un problème de notation. En effet, comme le rappelle le pianiste Rudolf Firkušný dans ses souvenirs, « Janáček changeait souvent d'avis à propos de sa musique, et il lui arrivait même, en proie à une soudaine impulsion, de remanier certains passages imprimés depuis longtemps. Cela laisse beaucoup de questions d'interprétation en suspens. »
Malgré leur titre, ces pièces ne se réfèrent pas à une excursion dans la nature, mais leur véritable sujet est le chagrin causé par la mort tragique, à l'âge de vingt et un ans, du seul enfant de Janáček ayant survécu, sa fille Olga. Ainsi, arpenter le « sentier herbeux » revient à revisiter ce chagrin. Le recueil réunit également des souvenirs de Hukvaldy, la ville natale du compositeur, les esquisses d'une feuille emportée par le vent, une illustration musicale pleine de grâce de la Madone de Frydek, des larmes, et à la fin un tableau lugubre d'accords calmes et solennels sans cesse interrompus par les cris d'une chevêche, messagère de la mort. La deuxième partie du recueil est moins originale, bien qu'elle présente la même atmosphère.